# Jambolská oblast
Jambolská oblast(bulharsky Област Ямбол) je jedna z oblastí Bulharska. Leží na jihovýchodě země a jejím správním střediskem je Jambol.

## Charakter oblasti
Oblast hraničí na jihu s Tureckem, na severu se Slivenskou oblastí, na východě s Burgaskou oblastí a na západě s oblastmi Chaskovskou a Starozagorskou. Její území vyplňuje hlavně nízká pahorkatina do 600 metrů nadmořské výšky, která je rozdělena řekou Tundža; ta teče směrem na jih a do Egejského moře. Největším městem a sídlem správy je Jambol, který má 77 906 obyvatel. Na ploše o rozloze 3 360 km² tu žije necelých 130 tisíc obyvatel, většinou Bulharů. Prochází tudy několik železničních tratí, které mají hlavní uzel v Jambolu.

## Administrativní dělení
Oblast se administrativně dělí na 5 obštin.

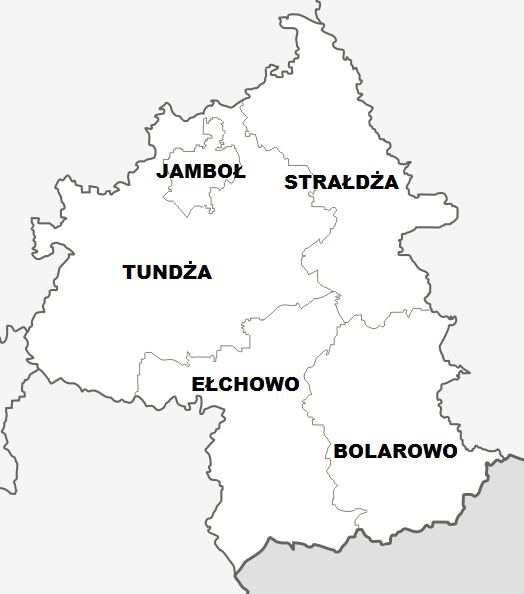
Jambolská oblast

| Obština - Boljarovo - Elchovo - Jambol - Straldža - Tundža | Sídlo - Boljarovo - Elchovo - Jambol - Straldža - Jambol |

## Města
Správním střediskem oblasti je Jambol, kromě sídelních měst jednotlivých obštin se zde žádná další města nenacházejí.

## Obyvatelstvo
K 15. prosinci 2024 v oblasti žilo 122 604 obyvatel a bylo zde trvale hlášeno 129 554 obyvatel. Podle sčítání 7. září 2021 bylo národnostní složení následující:
- Bulhaři: 90 733 (90.9 %)
- Romové: 7 116 (7.1 %)
- Turci: 994 (1.0 %)
- ostatní[p 3]: 969 (1.0 %)